# Bazeilles (commune déléguée)
Pour les articles homonymes, voir Bazeilles-sur-Othain.
Bazeilles est une ancienne commune française, située dans le département des Ardennes en région Grand Est.
Le 1er janvier 2017, elle devient une commune déléguée de la commune nouvelle de Bazeilles.

## Géographie

### Localisation
Bazeilles est à 4 km au sud-est de Sedan.

### Hydrographie
- La Meuse.

## Toponymie
Le nom de Bazeilles, qu'on trouve aussi dans la Meuse (Bazeilles-sur-Othain), est une variante de Bazailles, nom qu'on trouve en Meurthe-et-Moselle et qui est issu du latin basilia, forme réduite de basilica, « marché », puis « église ».

## Histoire

### Moyen Âge
Bazeilles serait apparu au VIe siècle ou VIIe siècle et viendrait d'une déformation du mot roman Basilicatum (église).
Au XIIIe siècle, Bazeilles fut une petite seigneurie dépendante de l'abbaye de Mouzon et de la Cathédrale Notre-Dame de Reims Avant d'être unie à la seigneurie de Sedan-Balan sous le joug de Gilles II de Hierges. La nouvelle seigneurie de Sedan-Balan-Bazeilles deviendra le « point de départ » de la future principauté de Sedan.
Il fut possible qu'un châtelet ait surveillé la route vers Douzy et Yvois (Carignan) et se serait trouvé dans la partie nord du parc de l'actuel château d'Orival au bord de la Givonne (rue du Général-Lebrun).
De 1560 à 1642, Bazeilles fait partie de la principauté de Sedan.
Au XIXe siècle d'importantes forges se trouvaient sur la commune, achetées en 1830 par la banque Seillière et gérées par Eugène Schneider (voir Le Creusot).

### Guerre franco-prussienne

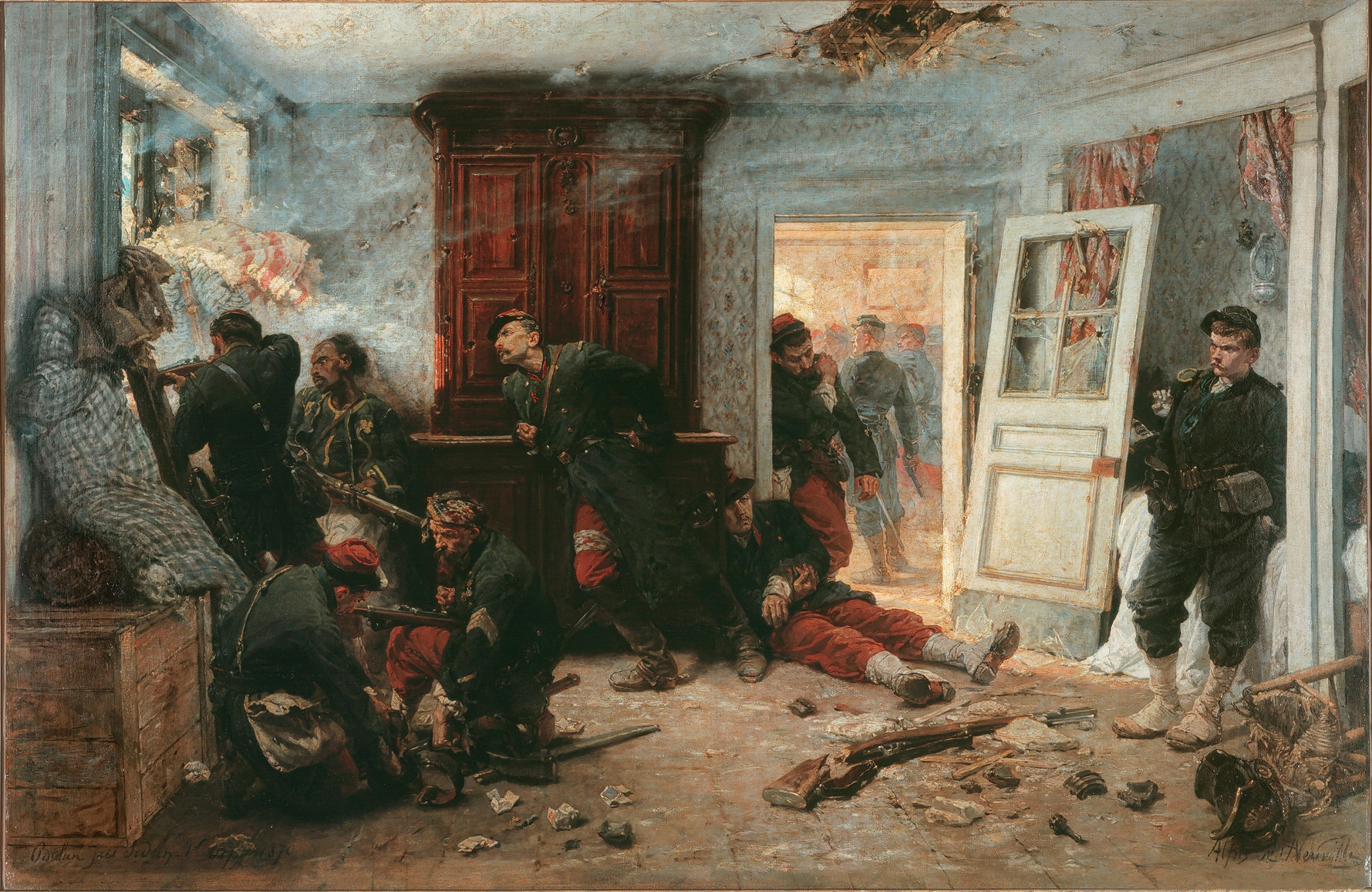
Alphonse-Marie-Adolphe de Neuville, Les Dernières Cartouches.

Lors de la bataille de Bazeilles  le 1er septembre 1870, la commune a été le lieu d'intenses combats entre des unités d'infanterie de marine française et des régiments bavarois.
Sous le commandement du commandant Lambert et des capitaines Aubert, Bourgey, Delaury et Picard de la division bleue, repliés dans l'auberge Bourgerie, une petite centaine d'hommes et de gradés allaient résister jusqu'à l'épuisement complet de leurs munitions.
Ce moment d'histoire a été illustré par le célèbre tableau d'Alphonse-Marie-Adolphe de Neuville, peint en 1873, Les Dernières Cartouches et conservé à Bazeilles à la Maison de la dernière cartouche.
Paul Déroulède mentionne la bataille dans une de ses Poésies militaires, celle intitulée "Bazeille" (sic) où il démontra le courage du curé du village, l'abbé Baudelot, qui encouragea ses fidèles à remplacer les combattants blessés ou morts.
Bazeilles est l'une des communes où se situe l'action du roman d’Émile Zola, La Débâcle.

### Seconde Guerre mondiale
Lors de la Seconde Guerre mondiale, pendant la drôle de guerre, le poste de commandement de la 5e division légère de cavalerie du général Marie-Jacques Chanoine est établi à Bazeilles. Puis c'est la bataille de France se déclenche le 10 mai 1940 et la division de cavalerie part pour la Belgique. Quelques jours plus tard, Bazeilles est prise par la 10. Panzer-Division de Ferdinand Schaal. Bazeilles sert de base de départ au Schützen-Regiment 69 (infanterie de la 10. Panzer-Division) qui lance le 13 mai 1940 dans l'après midi une attaque pour traverser la Meuse, mais la tentative est mise en échec par l'artillerie française. Dans le même temps, la tentative du Schützen-Regiment 86 (l'autre régiment d'infanterie de la 10. Panzer-Division) devant Wadelincourt réussit et le Schützen-Regiment 69 se déporte alors vers ce secteur.

## Politique et administration

### Liste des maires
| Période                                  | Période       | Identité                         | Étiquette | Qualité                                                               |
| ---------------------------------------- | ------------- | -------------------------------- | --------- | --------------------------------------------------------------------- |
| Les données manquantes sont à compléter. |               |                                  |           |                                                                       |
| 1862                                     |               | Alexis Bellomet[réf. nécessaire] |           |                                                                       |
| 1876                                     |               | Antoine Braffort                 |           |                                                                       |
| Les données manquantes sont à compléter. |               |                                  |           |                                                                       |
| ca. 1901                                 |               | Jean Baptiste Vautier            |           |                                                                       |
| 1912                                     | 1945          | Alexandre Abd-El-Nour            | Rad.ind.  | Médecin Conseiller général de Sedan-Sud (1919 → 1937)                 |
| Les données manquantes sont à compléter. |               |                                  |           |                                                                       |
| 1973                                     | 1989          | André Etchegoimberry             |           | Artisan boulanger, ancien résistant                                   |
| 1989                                     | 2014          | Pierre Sulfourt                  | DVD       | Maire honoraire Conseiller général de Sedan-Est (1992 → 2004)         |
| mars 2014                                | décembre 2016 | Guy Lepage                       | DVD       | Retraité agricole Maire de la commune nouvelle de Bazeilles (2017 → ) |

### Jumelages
- Fréjus (France) depuis 1990 - située à 708 kilomètres[14].

## Population et société

### Démographie
L'évolution du nombre d'habitants est connue à travers les recensements de la population effectués dans la commune depuis 1793. À partir du 1er janvier 2009, les populations légales des communes sont publiées annuellement dans le cadre d'un recensement qui repose désormais sur une collecte d'information annuelle, concernant successivement tous les territoires communaux au cours d'une période de cinq ans. 
Pour les communes de moins de 10 000 habitants, une enquête de recensement portant sur toute la population est réalisée tous les cinq ans, les populations légales des années intermédiaires étant quant à elles estimées par interpolation ou extrapolation. Pour la commune, le premier recensement exhaustif entrant dans le cadre du nouveau dispositif a été réalisé en 2007,.
En 2014, la commune comptait 2 048 habitants, en évolution de +3,28 % par rapport à 2009 (Ardennes : −1,26 %, France hors Mayotte : +2,49 %).
| 1793  | 1800 | 1806  | 1821  | 1831  | 1836  | 1841  | 1846  | 1851  |
| ----- | ---- | ----- | ----- | ----- | ----- | ----- | ----- | ----- |
| 1 062 | 884  | 1 081 | 1 300 | 1 380 | 1 386 | 1 691 | 1 837 | 1 951 |

| 1866  | 1872  | 1876  | 1881  | 1886  | 1891  | 1896  | 1901  | 1906  |
| ----- | ----- | ----- | ----- | ----- | ----- | ----- | ----- | ----- |
| 2 048 | 1 470 | 1 768 | 1 862 | 1 734 | 1 525 | 1 413 | 1 406 | 1 352 |

| 1911  | 1921  | 1926  | 1931  | 1936  | 1946  | 1954  | 1962  | 1968  |
| ----- | ----- | ----- | ----- | ----- | ----- | ----- | ----- | ----- |
| 1 258 | 1 127 | 1 171 | 1 164 | 1 268 | 1 176 | 1 344 | 1 356 | 1 337 |

| 1975  | 1982  | 1990  | 1999  | 2007  | 2012  | 2014  | - | - |
| ----- | ----- | ----- | ----- | ----- | ----- | ----- | - | - |
| 1 376 | 1 708 | 1 599 | 1 879 | 1 976 | 2 022 | 2 048 | - | - |

## Culture locale et patrimoine

### Lieux et monuments
- Église Saint-Martin.

#### Lieux de mémoire de la Guerre de 1870

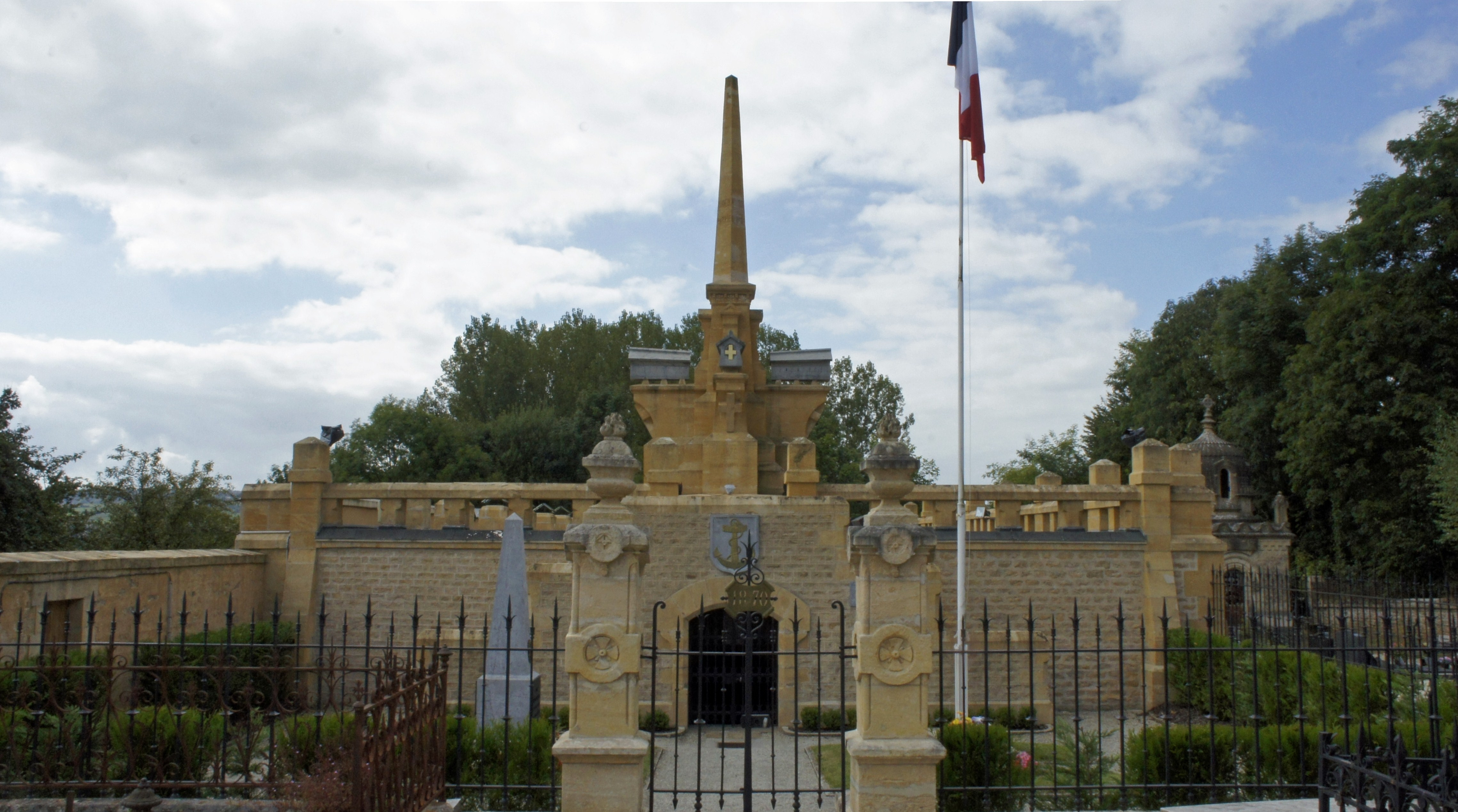
Monument du cimetière.

- Maison de la dernière cartouche (musée), lieu de combat, durant la guerre franco-allemande de 1870, tenu par la Division Bleue (Second Empire). Ce lieu de combat est devenu un lieu de mémoire et un musée des Troupes de Marine Françaises.
- Monument-ossuaire français et prussien dans le cimetière communal.

#### Châteaux
- Château d'Orival : construit en  1750 pour Louis Labauche, drapier à Sedan, attribué quelquefois à l'architecte Emmanuel Héré et à Jean Lamour pour les ferronneries. Ces attributions ne sont confortées par aucun élément concret et, selon Jean-Lucien Guenoun, « la rusticité du traitement des clefs de baies sculptées renvoie à des artisans moins illustres »[19]. Le château était la résidence d'été de Louis Labauche. À voir ses pavillons, son colombier, son orangerie, son parc et ses grilles. Classé monument historique en 1943[20].
- Château de Montvillers : construit en 1770 pour Jean-Abraham Poupart de Neuflize, drapier à Sedan, par l'architecte du roi Claude Jean-Baptiste Jallier de Savault. Désormais centre d'entraînement du club de football de Sedan, le CSSA.
- Château de Turenne : il reste essentiellement un portail, classé monument historique en 1950[21],  de l'ancien bâtiment (une ferme aujourd'hui).

### Personnalités liées à la commune
- Alexandre Abd-El-Nour (1869-1956), médecin, maire de Bazeilles, premier président de l'automobile-club ardennais et premier président de l'aéro-club des Ardennes.
- Abel Brion (1906-1976), vétérinaire et professeur de pathologie médicale et de législation, né dans la commune.
- Erik Haldorf, de son vrai nom Michel Charlier-Haldorf, artiste peintre né le 7 janvier 1937 à Bazeilles[22],[23].

### Héraldique
| Armes de Bazeilles | Les armes de Bazeilles se blasonnent ainsi : Coupé: au premier parti au I d'or à trois pointes flamboyantes de gueules mouvant de la pointe, au II de gueules à l'ancre cordée d'or, au 2e d'argent à l'insigne de la Légion d'honneur au naturel. |

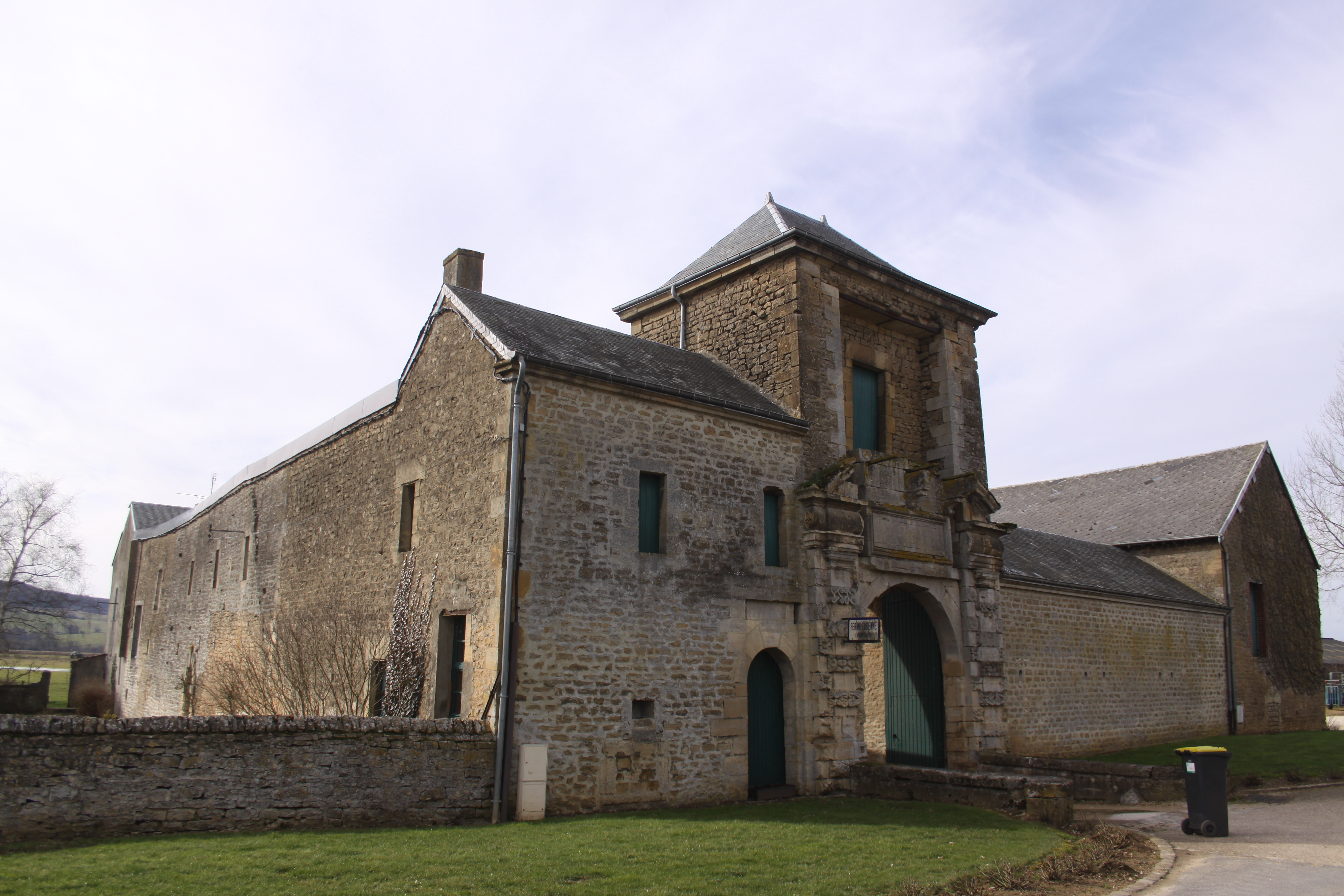
Château Turenne (actuellement ferme).
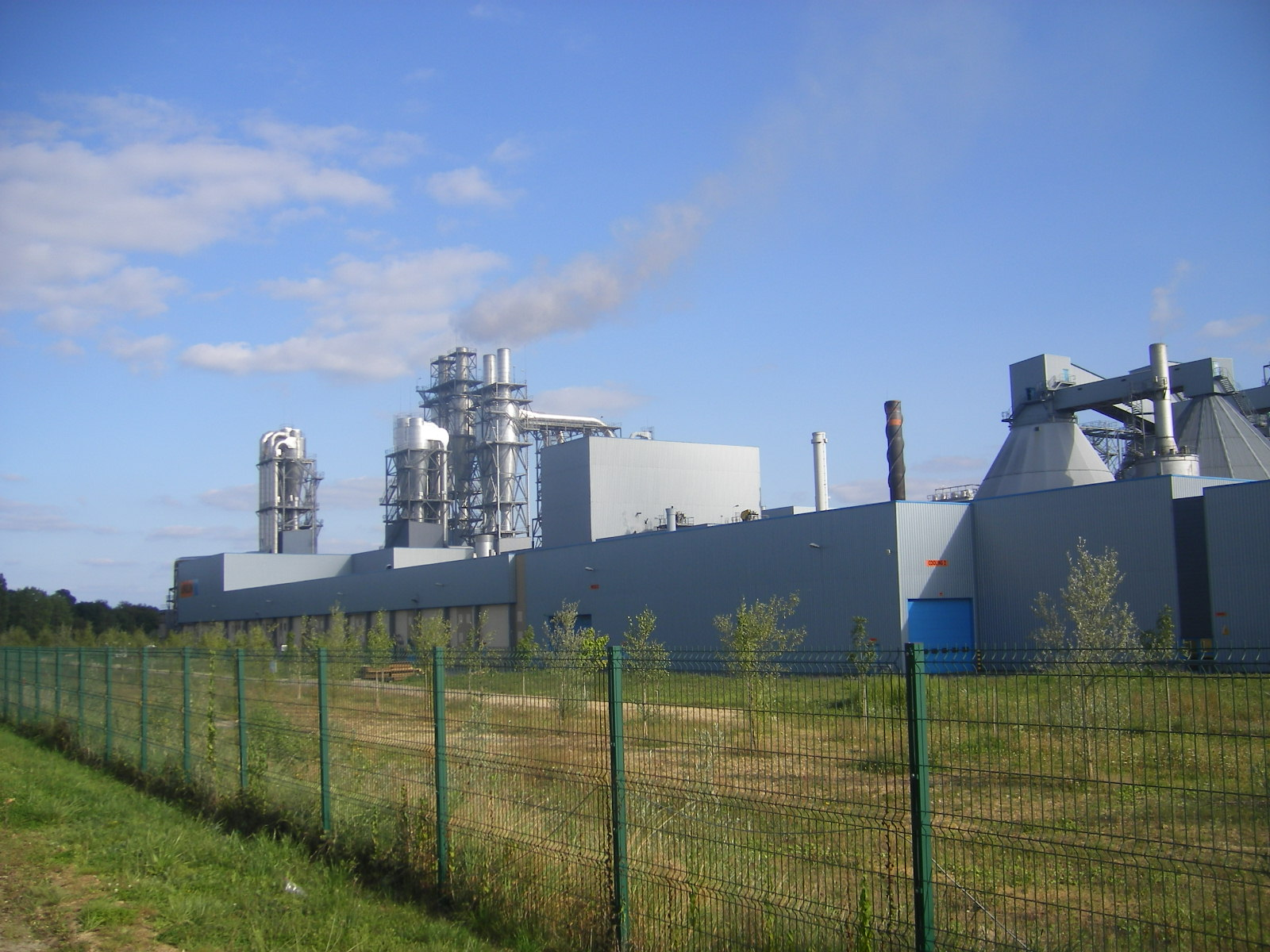
Usine à Bazeilles.
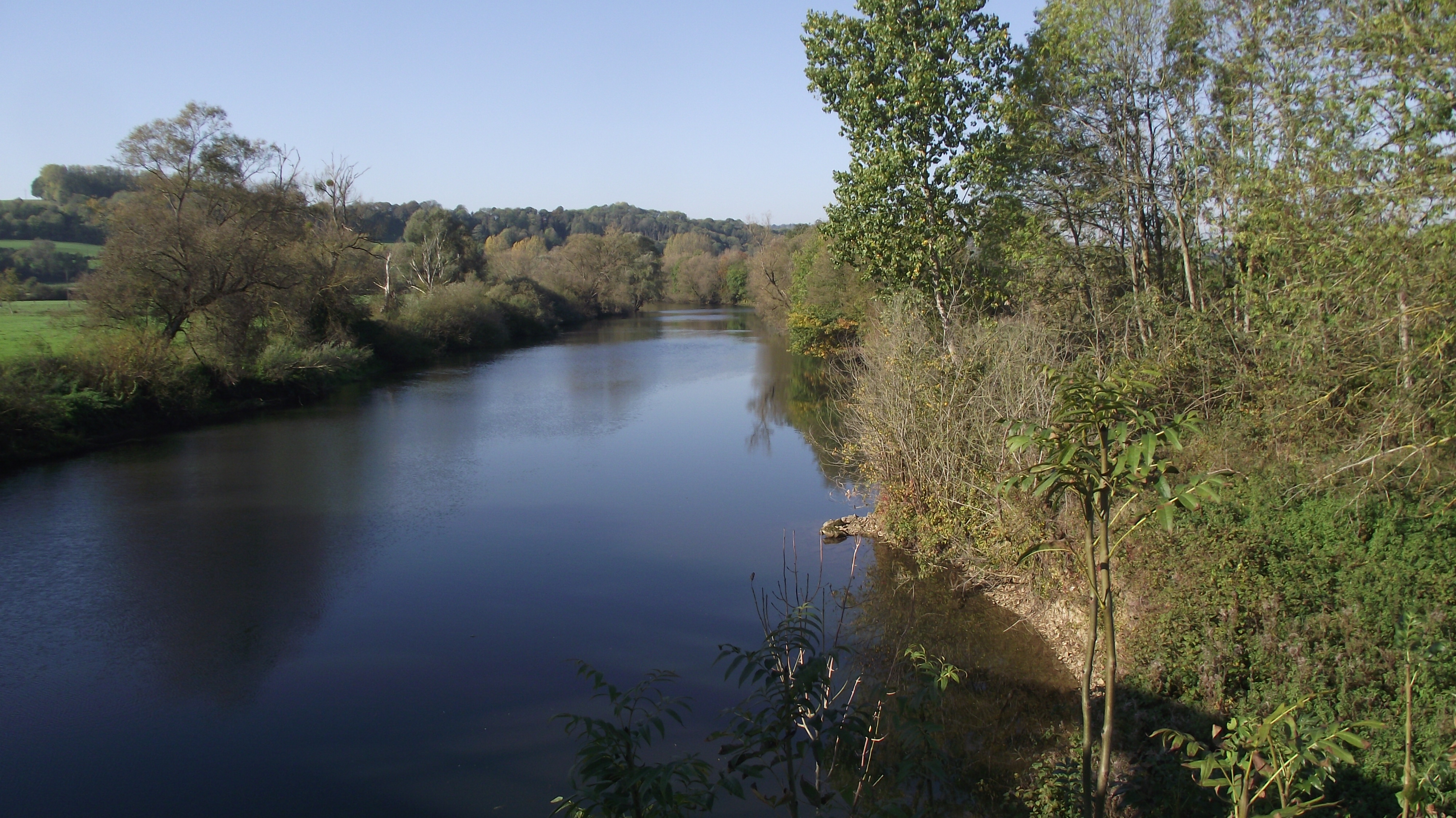
La Meuse.
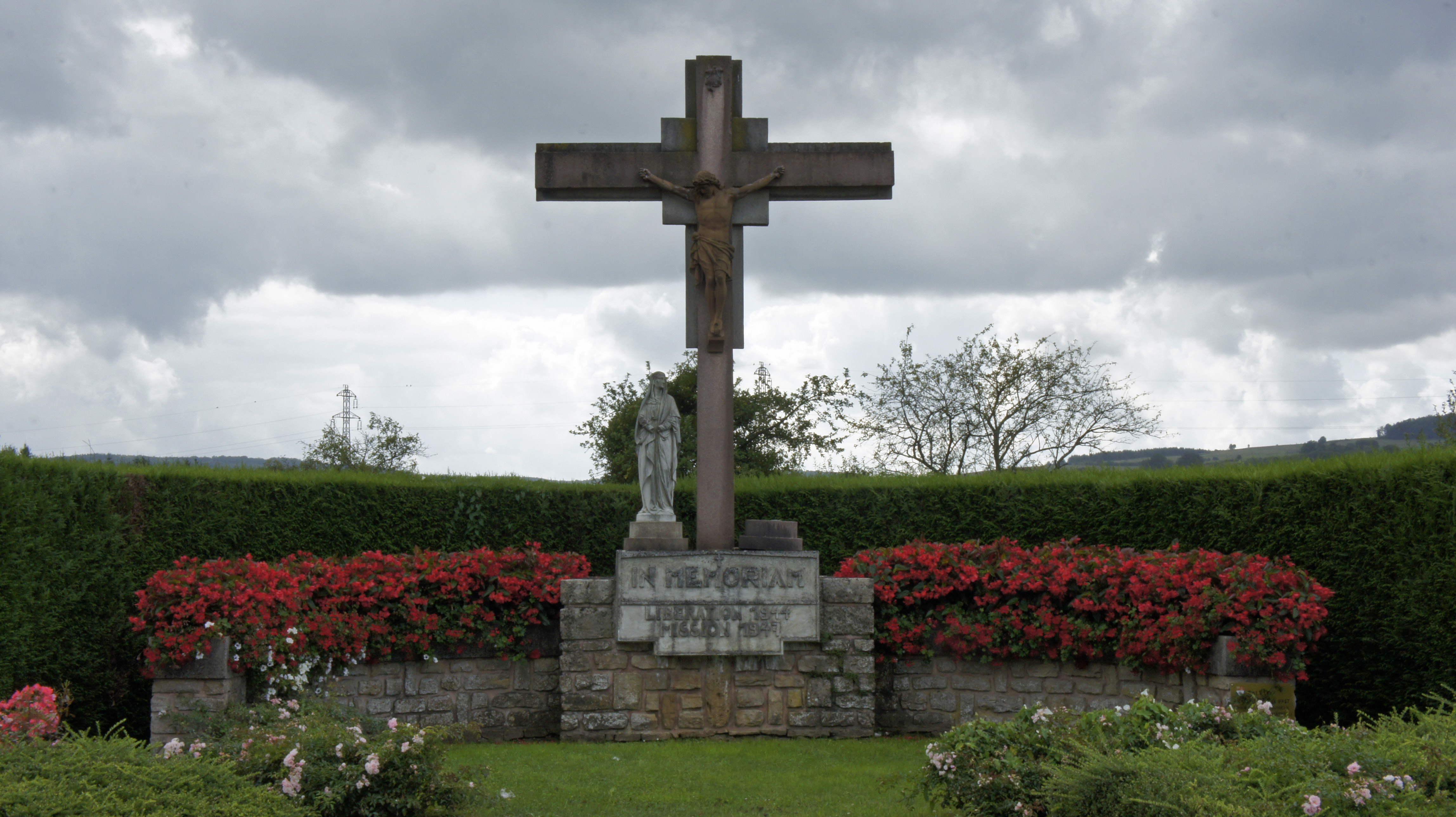
Mémorial à la libération de 1944.